# Angelika Liebsch
Angelika Liebsch (* 19. April 1950 in Dresden) ist eine ehemalige deutsche Weitspringerin und Sprinterin, die für die DDR startete.
Bei den Olympischen Spielen in München kam sie im Weitsprung mit 6,23 m auf den 13. Platz, nachdem sie in der Qualifikation mit 6,69 m ihre persönliche Bestleistung aufgestellt hatte.
1972 wurde sie DDR-Meisterin im Weitsprung und mit dem SC Einheit Dresden DDR-Meisterin in der 4-mal-100-Meter-Staffel.